# Барранкабермеха – Юмбо (продуктопровід)
Барранкабермеха — Юмбо — багатоцільовий продуктопровід у Колумбії, який окрім різних видів нафтопродуктів також здійснює транспортування зрідженого нафтового газу.
Нафтопереробний завод у Барранкабермеха (депаратмент Сантадер на півночі країни) відіграє ключову роль у системі продуктопроводів, які розподіляють паливо по інших районах країни. Від нього зокрема відходять лінії на схід до Букараманги, на південний схід до столиці Боготи, на південь у напрямку Нейва, а також на південний захід до Медельїну та Калі.
Всі лінії південного спрямування мають спільну першу ділянку від Барранкабермеха до Себастопол довжиною 111 км, де прокладено дві нитки діаметром 300 та 400 мм із загальною потужністю 178 тисяч барелів на день. Від станції Себастопол маршрути розходяться, при цьому на південно-західному напрямку прокладено ділянки:
- Себастопол — Медельїн довжиною 383 км із перемінним діаметром труб від 250 до 400 мм. Потужність системи на даному відтинку складає 47 тисяч барелів на день і окрім станції Себастопол прокачку забезпечує також насосна станція Cisneros;
- Медельїн — Юмбо довжиною 395 км із перемінним діаметром труб від 250 до 300 мм. Потужність системи на цьому відтинку складає 25 тисяч барелів на день та окрім насосної станції Медельїн прокачку забезпечують також об'єкти в Pintada, Cartago, Buga та Mulalo.[1]

Як зазначалось, ця лінія також здійснює транспортування ЗНГ. Проте в середині 2010-х років такі поставки почали скорочуватись, оскільки трубопровідний тариф виявився дорожчим за перевезення автотранспортом. Крім того, багатоцільвий характер системи призводить до забруднення ЗНГ та втрати ним якості.